# Hrvatsko Zagorje

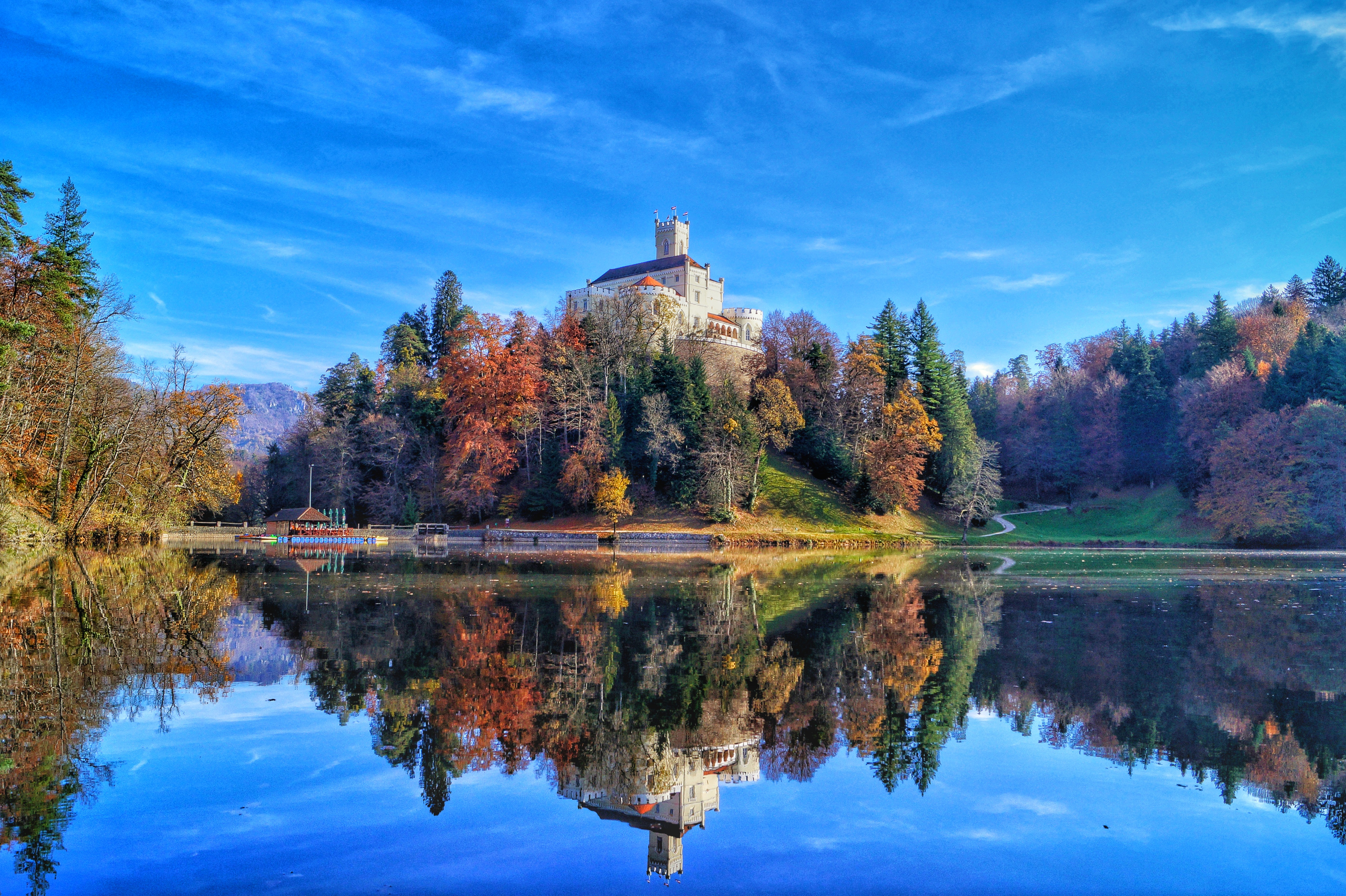
Das Schloss Trakošćan wurde im 13. Jahrhundert erbaut

Das Hrvatsko Zagorje [ˈzɑːɡɔːrjɛ] (deutsch: Kroatisches Hochland) ist eine Region und historische Landschaft in Kroatien, nördlich der Hauptstadt Zagreb. Andere Regionen z. B. in Slowenien oder Dalmatien werden ebenfalls als Zagorje bezeichnet.

## Geografie

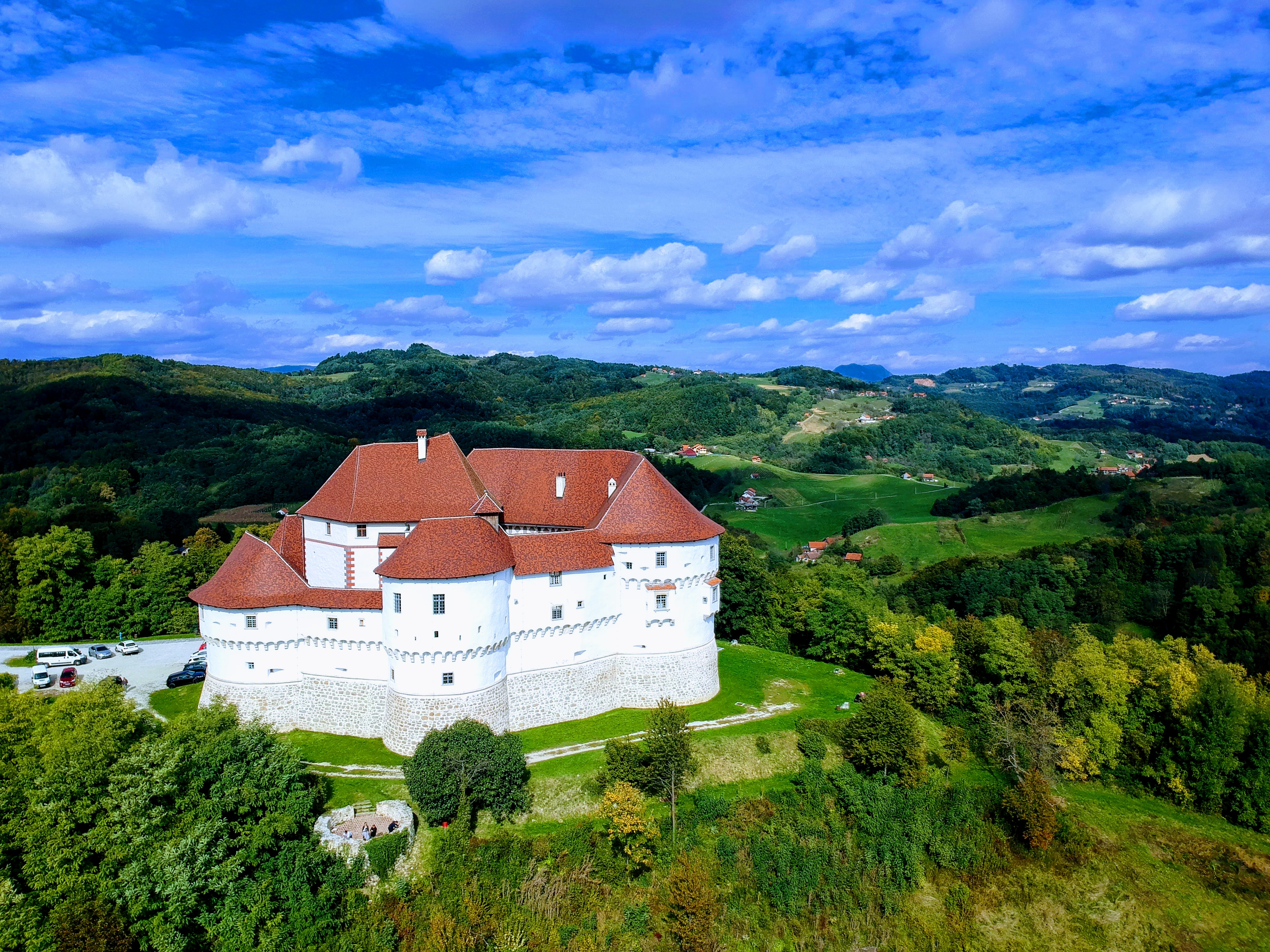
Hrvatsko zagorje mit der typischen Landschaft und der Burg Veliki Tabor

Das Hrvatsko Zagorje umfasst die gesamte Gespanschaft Krapina-Zagorje sowie Teile der Gespanschaften Varaždin und Zagreb.

Das Hrvatsko Zagorje erstreckt sich vom nördlichen Teil des Gebirges Medvednica bis zur slowenischen Grenze im Westen, bis zum Fluss Drau bzw. dem Gebiet des Međimurje im Norden und bis zum Prigorje im Osten.
Als Zentren des Hrvatsko Zagorje gelten Varaždin und Krapina. Seit der Neustrukturierung der modernen, Republik Kroatien wurde das Zagorje zwischen der Gespanschaft Krapina-Zagorje, mit Sitz in Krapina, und der Gespanschaft Varaždin, mit Sitz in Varaždin, administrativ aufgeteilt.

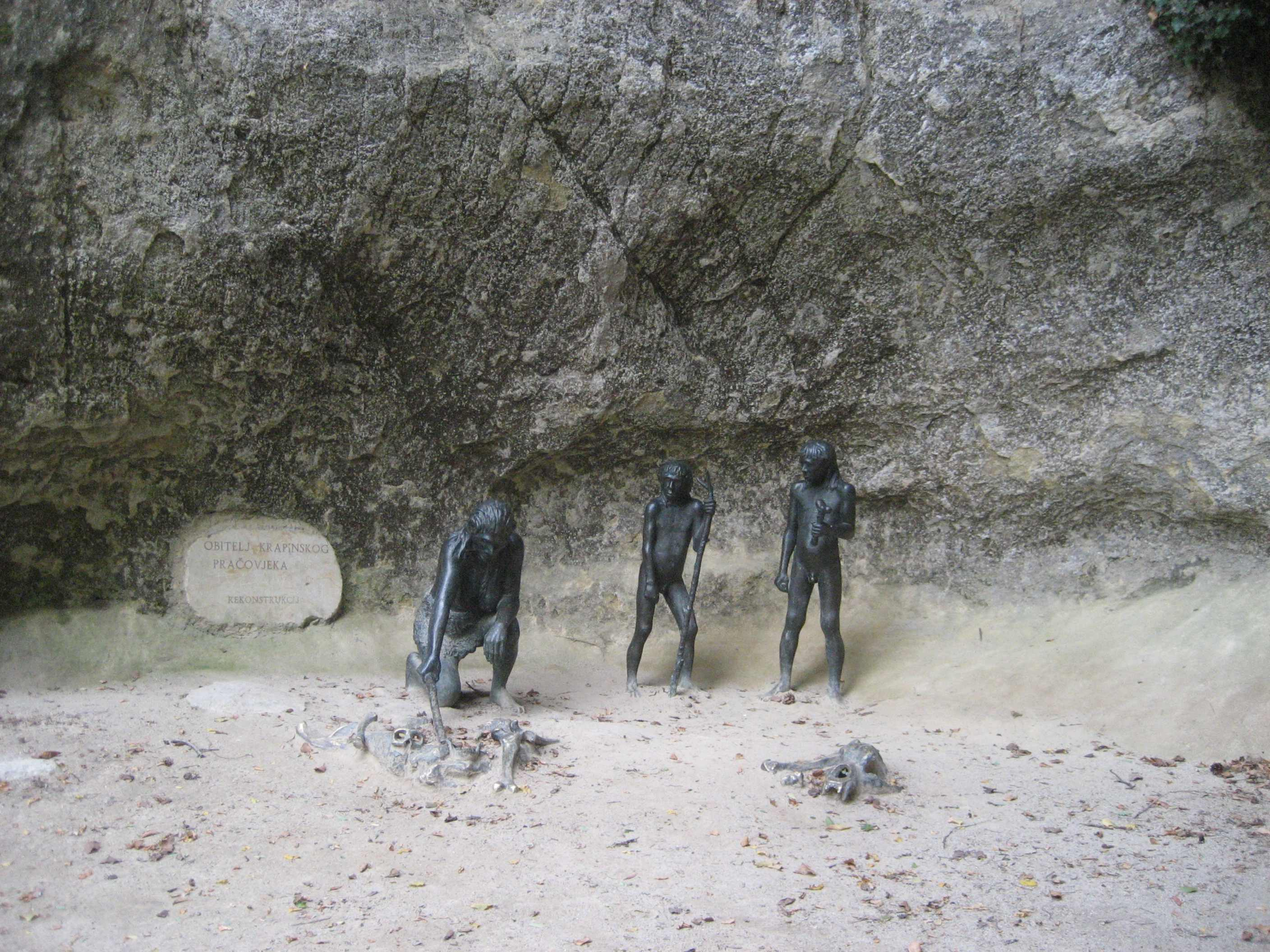
Neandertalmuseum Krapina

## Kultur und Handwerk

### Kajkavischer Dialekt
Die Region ist bekannt für den kajkavischen Dialekt der kroatischen Sprache, welcher der slowenischen Sprache ähnelt. Zentrum der kajkavischen Kultur ist Krapina. Jährlich findet dort das Festival der kajkavischen Kultur (Festival kajkavske popevke) statt.
Berücksichtigt man kulturelle Faktoren, wie etwa die Sprache und sonstige Einflüsse, so könnte man auch die kroatische Hauptstadt Zagreb selbst zum Zagorje zählen, die geographisch jedoch zum Hrvatsko Prigorje gehört.

### Herstellung von Holzspielzeug
Holzschnitzer am Pilgerweg zum Marien-Wallfahrtsort Marija Bistrica stellen seit Generationen phantasievoll bemaltes Holzspielzeug aus dem weichen Holz von Weide, Linde, Buche und Ahorn her und verkaufen es an die Pilger. Es hat weltweit einen guten Ruf. Neben den traditionellen Motiven wie Pfeifen, Möbel, Pferde und andere Tiere werden heute auch Eisenbahnen und Flugzeuge angeboten.
Dieses Handwerk wurde 2009 in die UNESCO-Liste des immateriellen Kulturerbes der Menschheit aufgenommen.